# 托馬斯·蘇奧齊
托馬斯·蘇奧齊（英語：Thomas Suozzi；1962年8月31日—）是美國紐約州的一位民主黨政治家，現任紐約第3國會選區的美國眾議院議員。曾任拿索縣縣長、格林湾市长。

## 政治生涯
1993年，苏奥齐被选举成为格林湾市长，年仅31岁的他是历史上最年轻的市长。
2001年，苏奥齐被选举为拿骚县行政长官，这是30年来該县首位当选该职位的民主党人。
2006年及2022年，苏奥齐竞选民主党纽约州长候选人均失利。
2017年至2023年，苏奥齐担任众议员。2024年接替被解职的乔治·桑托斯回任众议员。

## 家庭与婚姻
苏奥奇和他的妻子海琳育有三个孩子，她曾是一名教师，毕业于马萨诸塞州惠顿学院，并在纽约市银行街教育学院获得硕士学位。